# Sébastien-Joseph Muyengo Mulombe
Sébastien-Joseph Muyengo Mulombe (Bukavu, 8 mei 1958) is een Congolees rooms-katholiek geestelijke en bisschop.
Hij werd in 1986 tot priester gewijd. Hij werd in 2012 benoemd tot hulpbisschop van Kinshasa en tot titulair bisschop van Strathernia. Hij werd het jaar daarop benoemd tot bisschop van Uvira als opvolger van Jean-Pierre Tafunga Mbayo, S.D.B., die in 2008 was benoemd tot aartsbisschop van Lubumbashi.